# Lección de vuelo
Lección de vuelo es el título del tercer álbum de estudio en solitario grabado por el cantautor mexicano Aleks Syntek y el séptimo de su carrera. Fue lanzado al mercado por la empresa discográfica EMI Televisa Music el 26 de junio de 2007. El álbum está compuesto por 11 canciones inéditas llenas de diversos colores musicales que transitan por el danzón cubano, las orquestaciones de influencia "Beatles" y el clásico pop retro. 11 canciones rodeadas de un ambiente cinematográfico y pasajes instrumentales, donde Syntek relata a través de sus letras (canción por canción) toda una historia llena de narraciones y lecciones delirantes.
Destacan las participaciones de sus invitados musicales como el grupo electrónico Belanova así como la sorpresa especial de los "contemporáneos ochenteros", ya que los pioneros del New wave mexicano: Bon y Los Enemigos del Silencio se reúnen de nuevo después de 11 años de ausencia musical para realizar un tema original al lado de Syntek.
Lección de vuelo también cuenta con la participación rítmica de Alfonso André del grupo Jaguares, Enrique "Bugs" exintegrante del grupo de rock Jumbo, así como con el regio-montano Chetes (Zurdok, Vaquero) que junto a Syntek compone el tema "Entra".
Lección de vuelo es una producción realizada casi en su totalidad en México acompañado de nuevo por su viejo amigo y destacado productor Armando Ávila (La 5ª Estación, Moderatto, RBD) y contando también con la colaboración del productor anglosajón Joe Chicarelli (The White Stripes, Elton John, Beck) con quien anteriormente había colaborado. 
El álbum fue grabado casi en su totalidad en el estudio de grabación de Aleks llamado Mundo Lite (2004), el cual cuenta con innumerables racks y bocinas de gran calidad, así como sus instrumentos incluyendo los Motifs que son una verdadera joya para el.
Todos lo temas compuestos por Aleks Syntek excepto "Hasta el fin del mundo" junto a Bon, "Laberinto" junto a Belanova, "¿Quién soy?" y "Entra" junto Chetes (Zurdok, Vaquero)
El tema 6 de Lección de vuelo llamado «Natalia», es una canción que Syntek compuso para su hija Natalia, que como él dice: "Le ha enseñado a volar". De ahí el nombre del álbum, que es una alusión a su hija. Este álbum está lleno de sentimientos, desde el sentimiento de un padre primerizo hacia su hija, así como la imaginación, hasta su máxima expresión.

## Lista de canciones
- Todas las canciones escritas y compuestas por Aleks Syntek.

| Lección de vuelo |                                    |              |          |  |
| N.º              | Título                             | Escritor(es) | Duración |  |
| 1.               | «Superficie lunar»                 | Aleks Syntek | 4:55     |  |
| 2.               | «Historias de danzón y de arrabal» | Aleks Syntek | 5:26     |  |
| 3.               | «La doña muerte»                   | Aleks Syntek | 4:08     |  |
| 4.               | «Intocable»                        | Aleks Syntek | 3:30     |  |
| 5.               | «Hasta el fin del mundo» (con Bon) | Aleks Syntek | 3:59     |  |
| 6.               | «Natalia»                          | Aleks Syntek | 5:56     |  |
| 7.               | «Laberinto» (con Belanova)         | Aleks Syntek | 4:17     |  |
| 8.               | «¿Quién soy?» (con Jesse & Joy)    | Aleks Syntek | 4:34     |  |
| 9.               | «Tu hechizo»                       | Aleks Syntek | 3:45     |  |
| 10.              | «Entra» (con Chetes)               | Aleks Syntek | 4:04     |  |
| 11.              | «Lección de vuelo»                 | Aleks Syntek | 4:20     |  |
| 56:21            |                                    |              |          |  |

## Bonus Tracks Edición Especial Versión 1
1. Viaje al centro de mi ser - 4:13
2. Duele el amor (Versión Acústica) - 4:17
3. Love Breaks Your Heart (Duele el amor Versión Inglés) (Con Jesse & Joy) - 4:43
4. Duele el amor (Remix Mundo Lite) (Con Ana Torroja) - 6:44
5. Intocable (Versión Grupera) - 3:15

## Bonus Tracks Edición Especial Versión 2
1. Viaje al centro de mi ser - 3:46
2. Historias de danzón y de arrabal (Versión Acústica) - 4:32
3. Slow Motion (Historias de danzón y de arrabal Versión Inglés) - 5:00
4. Tiempos de Paz (Remix Mundo Lite) - 5:29
5. Intocable (versión grupera) - 3:11

## Bonus Tracks Edición Especial Versión 3
1. Viaje al centro de mi ser - 3:46
2. Intocable (Versión Acústica) - 3:45
3. Doesn't Matter Where You Are (Intocable Versión Inglés) - 3:41
4. A Veces Fui (Remix Mundo Lite) - 3:47
5. Intocable (versión grupera) - 3:11

## Bonus Tracks Edición Especial Versión 4
1. Viaje al centro de mi ser - 3:46
2. Hasta el Fin del Mundo (Versión Acústica) - 3:39
3. The Saint of Mercy (Doña Muerte Versión Inglés) - 3:54
4. Arriesgando al Corazón (Remix Mundo Lite) - 4:27
5. Intocable (versión grupera) - 3:11

## Sencillos
- Intocable
- Historias de danzón & de arrabal
- Laberinto (con Belanova)
- Hasta el fin del mundo (Con Bon)